# Jay Harrington
Pour les articles homonymes, voir Harrington.
James H. Harrington III, dit Jay Harrington, né le 15 novembre 1971 à Wellesley dans le Massachusetts, est un acteur américain.

## Biographie
Harrington est né dans l'État du Massachusetts où il a grandi et il étudia à l'université de Syracuse avant de se lancer dans une carrière dans le théâtre et au cinéma.
À la télévision, il joue le rôle d'un directeur d'école dans Summerland, un agent du FBI dans The Inside : Dans la tête des tueurs, dans Six Sexy et fit des apparitions plus mineures dans des séries comme The Shield ou Sarah.
Il joue ensuite dans la série Desperate Housewives où il incarne le docteur Ron puis compagnon de Susan Mayer. Il incarne dès mars 2009 un responsable en R&D, rôle-titre de la série Better Off Ted.
Au cinéma et au théâtre, Jay Harrington apparait dans Dangereuse Séduction, Ma mère, moi et ma mère, pour le cinéma, et dans des pièces de théâtre comme Barefoot in the Park ou Tony n' Tina's Wedding.
Depuis 2017, il incarne le sergent David Kay alias "Deacon" dans la série S.W.A.T, créée par Shawn Ryan et diffusée sur le réseau CBS. Une sixième saison est programmée pour le 7 octobre 2022.
Jay et sa femme Monica, rencontrée en 2010 et épousé en 2016, ont deux enfants.

## Filmographie

### Cinéma
| Année | Titre                             | Rôle           |
| ----- | --------------------------------- | -------------- |
| 1998  | Enough Already                    |                |
| 1999  | Catalina Trust                    | Marshall Pike  |
| 1999  | Ma mère, moi et ma mère           | Le serveur     |
| 1999  | A Little Inside                   | Ryan McGillian |
| 2000  | Dangereuse Séduction              | Le policier    |
| 2000  | L'Attaque de la pieuvre géante    | Roy Turner     |
| 2002  | Hourly Rates                      | Tom            |
| 2005  | Partner(s)                        | Dave Denali    |
| 2011  | Un monstre à Paris                | Emile          |
| 2012  | American Pie 4 (American Reunion) | Dr Ron         |

### Télévision
- 1998 : Pacific Blue (saison 4, épisode 2) : Mitch
- 1998 : Le Caméléon (saison 3, épisode 3) : Det. Maxwell
- 1999 : Nash Bridges (saison 4, épisode 13) : Scott
- 2000 : Sarah (saison 1, épisode 9) : Walt
- 2001 : Star Trek : Voyager (saison 7, épisode 17) : Dr. Ravoc
- 2001 - 2002 : Division d'élite (10 épisodes) : Theodore Blumenthal
- 2002 : The Shield (saison 1, épisode 6) : Tom Ross
- 2003 : Adam Sullivan (1 épisode) : Tad
- 2003 : Six Sexy (10 épisodes) : Steve Taylor
- 2004 : The Amazing Westerbergs
- 2004 : FBI : Portés disparus (saison 2, épisode 13) : Will Sterling
- 2004 : Las Vegas (saison 1, épisode 21) : Cole Helmsley
- 2004 : Summerland (10 épisodes) : Dr. Simon O'Keefe
- 2005 : The Inside : Dans la tête des tueurs (13 épisodes) : Agent Paul Ryan
- 2005 : Ghost Whisperer (saison 1, épisode 10) : Mark Powell
- 2006 : Emily's Reasons Why Not (saison 1, épisode 2) : Dr Dan
- 2006 : Desperate Housewives (saison 2, épisodes 12 à 18) : Dr Ron McCready
- 2006 : Why I Wore Lipstick to My Mastectomy
- 2007 : Cold Case
- 2007 : Sex, Power, Love & Politics
- 2008 : Private Practice (saison 2, épisodes 9, 10, 11, 12 et 13) : Dr Wyatt Lockhart
- 2009 : Burn Notice (saison 3, épisode 7) : Erik Luna
- 2009 - 2010 : Better Off Ted : Ted Crisp
- 2011 : Love Bites (série télévisée) (saison 1, épisode 6) : Brian
- 2012 : Hot in Cleveland (saison 4, épisodes 1, 2, 3 et 6) : Alec
- 2014 : Benched :  Phil Quinlan
- 2017 : Suits : avocats sur mesure (saison 7 épisode 7) : Mark Meadows
- 2017-2025 : S.W.A.T. : le sergent David « Deacon » Kay